# Музичний коледж Берклі
Музичний коледж Берклі (англ. Berklee College of Music) — американський вищий музичний навчальний заклад, заснований 1945 року і розташований у Бостоні.
Засновник коледжу Лоуренс Берк спочатку назвав її Домом музики Шиллінгера (англ. Schillinger House of Music) на честь свого учителя Йосифа Шиллінгера, музично-педагогічній системі якого він мав намір випливати. В 1954 г. школа була значно розширена, і Берк перейменував її в школу музики Берклі на честь свого сина Лі Берка (англ. Lee Berk).
Особливістю коледжу Берклі була й залишається спеціалізація на новітніх неакадемічних музичних напрямках. Із самого початку в коледжі викладався курс джазової музики, а першим почесним доктором став Дюк Еллінгтон (1971 рік). Серед спеціалізацій у коледжі — кіномузика й авторська пісня (англ. songwriting), серед можливих профільних інструментів — банджо, мандоліна, ударні, в 1999 році відкритий навчальний курс хіп-хопа.
За станом на 2008 рік у коледжі навчалося близько 4000 студентів, викладацький склад нараховував близько 500 чоловік.
Серед відомих випускників — Стів Вай, Кіт Джаррет, Квінсі Джонс, Джон Петруччі, Пола Коул, Ґу Ґуніл та інші.

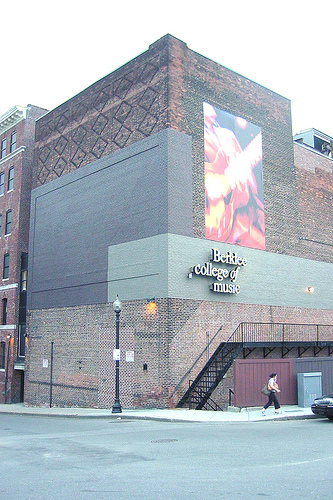
Виставковий центр Берклі
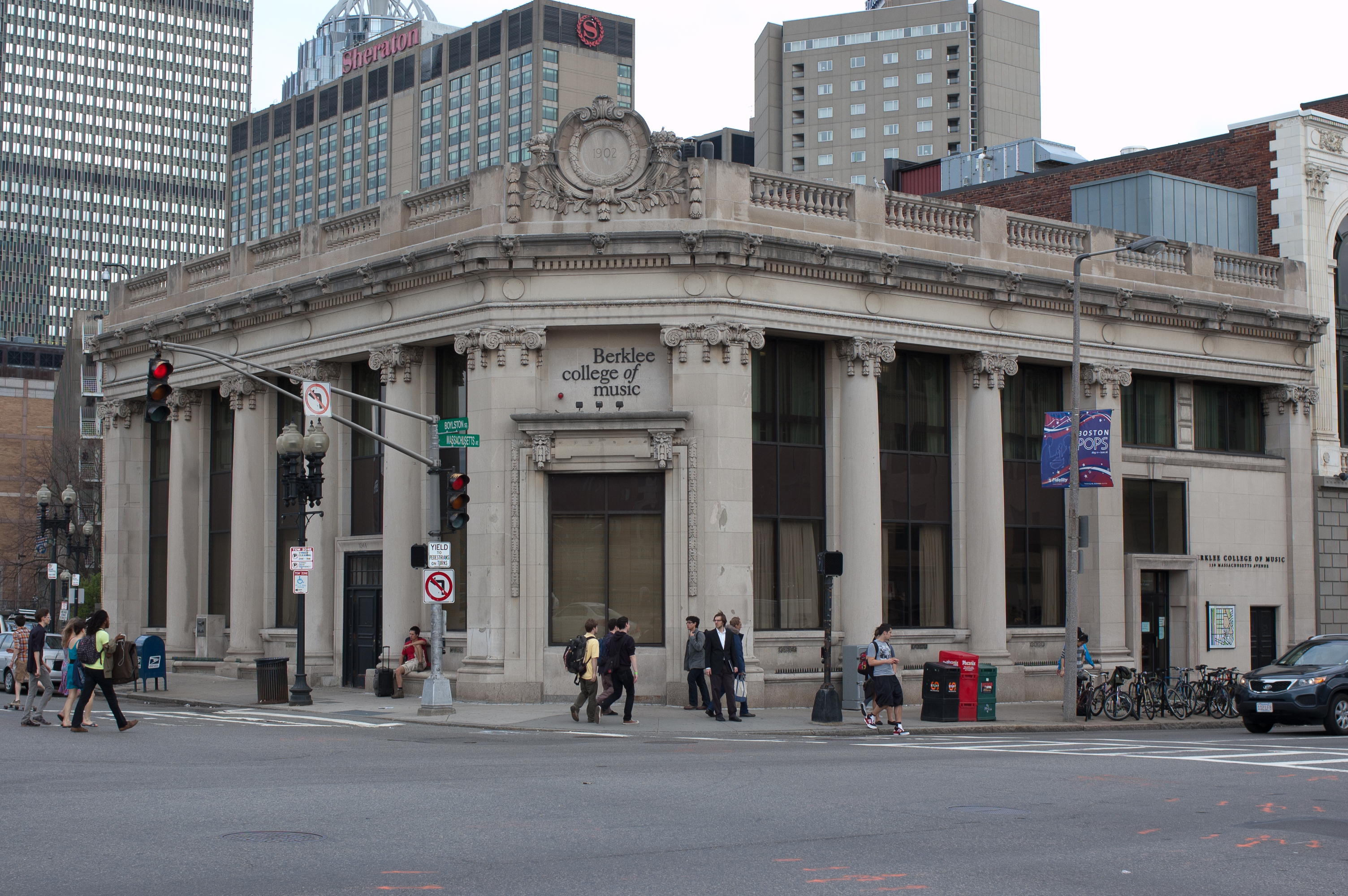
Будівля коледжу
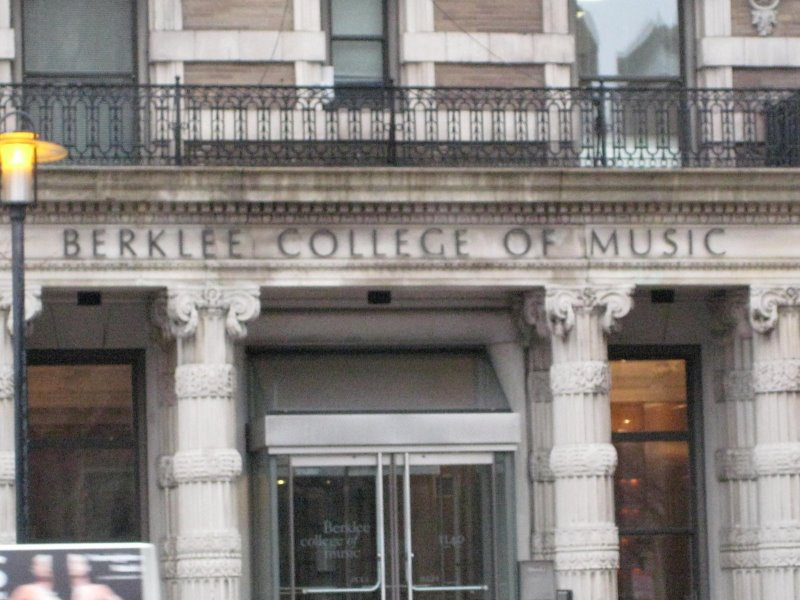
Коледж Берклі